# سراج الدين الأرموي
سراج الدين الأُرموي (594 - 682 هـ / 1198 - 1283 م) هو عالم بالأصول والمنطق، من الشافعية.
هو محمود بن أبي بكر بن أحمد، أبو الثناء، سراج الدين الأرموي. نسبته إلى أرمية من بلاد أذربيجان. قرأ بالموصل. وسكن بدمشق. توفي في (682 هـ/1283) في قونية.
له مصنفات منها: «مطالع الأنوار» في المنطق، «التحصيل من المحصول» في علم الأصول و«لطائف الحكمة» و«شرح الإشارات» «لباب الأربعين في أصول الدين».